# Sveučilište Nikole Kuzanskog
Sveučilište Nikole Kuzanskog (Università degli Studi Niccolò Cusano), koje je godine 2006. osnovao Stefano Bandecchi (sa skoro 10.107 studenata).
Kampus ovog sveučilišta nalazi se u Rimu. Ovo je privatno sveučilište.

## Fakultet
- Ekonomski fakultet
- Fakultet i odgojnih znanosti
- Pravni fakultet
- Fakultet političkih znanosti

## Vanjske poveznice
- Službena stranica (tal.)